# Vermipardus basuto
Vermipardus basuto är en tvåvingeart som först beskrevs av Elisabeth K. Stuckenberg 1960.  Vermipardus basuto ingår i släktet Vermipardus och familjen Vermileonidae.
Artens utbredningsområde är Lesotho. Inga underarter finns listade i Catalogue of Life.